# Cyclosorus molundensis
Cyclosorus molundensis är en kärrbräkenväxtart som först beskrevs av Guido Georg Wilhelm Brause, och fick sitt nu gällande namn av Pichi-serm. Cyclosorus molundensis ingår i släktet Cyclosorus och familjen Thelypteridaceae. Inga underarter finns listade.